# Prix Wilder-Penfield

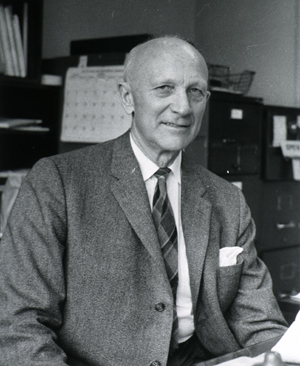
Wilder Penfield, 1958

O Prix Wilder-Penfield (em inglês:  Prix Wilder-Penfield) é um prêmio do Governo do Quebec criado em 1993, que é parte do Prix du Québec e que "vai para cientistas cujos objetivos de pesquisa encaixam-se no campo da biomedicina. São inclusas as ciências médicas, ciências naturais e engenharia". É nomeado em memória de Wilder Penfield (1891 - 1976).

## Laureados[2]
- 1993 - Brenda Milner
- 1994 - Yves Lamarre
- 1994 - Albert J. Aguayo
- 1995 - Charles R. Scriver
- 1996 - Jacques de Champlain
- 1997 - Krešimir Krnjević
- 1998 - Theodore L. Sourkes
- 1999 - Clarke Fraser
- 2000 - Jean Davignon
- 2001 - Pavel Hamet
- 2002 - André Parent
- 2003 - Frederick Andermann
- 2004 - Rémi Quirion
- 2005 - Michel G. Bergeron
- 2006 - George Karpati
- 2007 - Jacques Montplaisir
- 2008 - Philippe Gros
- 2009 - Otto Kuchel
- 2010 - Mark A. Wainberg
- 2011 - Nabil G. Seidah
- 2012 - Guy Rouleau
- 2013 - Phil Gold
- 2014 - Michael Meaney
- 2015 - Michel Chrétien